# 12755 Balmer
12755 Balmer eller 1993 OS10 är en asteroid i huvudbältet som upptäcktes den 20 juli 1993 av den belgiske astronomen Eric W. Elst vid La Silla-observatoriet. Den är uppkallad efter matematikern Johann J. Balmer.
Asteroiden har en diameter på ungefär 9 kilometer och den tillhör asteroidgruppen Padua.